# Liste der Kulturdenkmäler in Bobenheim-Roxheim
In der Liste der Kulturdenkmäler in Bobenheim-Roxheim sind alle Kulturdenkmäler der rheinland-pfälzischen Gemeinde Bobenheim-Roxheim aufgeführt. Grundlage ist die Denkmalliste des Landes Rheinland-Pfalz (Stand: 18. Juli 2022).

## Denkmalzonen
| Bezeichnung                    | Lage                           | Baujahr | Beschreibung                                                                 | Bild                           |
| ------------------------------ | ------------------------------ | ------- | ---------------------------------------------------------------------------- | ------------------------------ |
| Denkmalzone Jüdischer Friedhof | Roxheim, Roxheimer Straße Lage | um 1850 | um 1850 bis 1935, 1903 erweitert; 21 Grabsteine des 19. und 20. Jahrhunderts | weitere Bilder Fotos hochladen |

## Einzeldenkmäler
| Bezeichnung                                  | Lage                                                 | Baujahr                            | Beschreibung | Bild                           |
| -------------------------------------------- | ---------------------------------------------------- | ---------------------------------- | --- | ------------------------------ |
| Kriegerdenkmal                               | Bobenheim, Franz-Voll-Straße Lage                    | 1958                               | Kriegerdenkmal 1939/45 als Wegekreuz, 1958 von Georg Schubert, Frankenthal | BW                             |
| Katholische Pfarrkirche St. Laurentius       | Bobenheim, Roxheimer Straße 4 Lage                   | 1896                               | neuromanischer rotsandsteingegliederter Gelbsandsteinquaderbau, 1896, Architekt Ludwig Becker, Mainz; mit Ausstattung | weitere Bilder Fotos hochladen |
| Kriegerdenkmal                               | Bobenheim, Roxheimer Straße, vor Nr. 4 Lage          | 1930                               | Kriegerdenkmal 1914/18, Sandsteinfigur eines Soldaten, 1930 von Franz Lind, Freinsheim | BW                             |
| Katholisches Pfarrhaus                       | Bobenheim, Roxheimer Straße 6 Lage                   | 1902/03                            | sandsteingegliederter Klinkerbau mit Walmdach, 1902/03 | BW                             |
| Friedhofskreuz, Kriegerdenkmal und Grabmale  | Bobenheim, Wormser Landstraße, auf dem Friedhof Lage | ab 1880                            | Friedhof 1905 angelegt, 1955 und 1975 erweitert; Teile der Sandsteinquadermauer mit zinnenartigen Aufsätzen, 1910; - Friedhofskreuz, Gussstein, 1915 von E. Glückstein, Frankenthal; - Kriegerdenkmal 1870/71, um 1880 von F. Schuler, Ludwigshafen; - Grabmal Georg Schmitt († 1907), Grabmäler der Familien S. Pink († 1909) und F. Hasch († 1918) von E. Glückstein, Frankenthal | BW                             |
| Littersheimerhof oder Nonnenhof              | Bobenheim, nordöstlich des Ortes (Nonnenhof 3) Lage  | zweite Hälfte des 19. Jahrhunderts | Herrenhaus, zweieinhalbgeschossiger Krüppelwalmdachbau, zweite Hälfte des 19. Jahrhunderts; barocker Keller | BW                             |
| Kapelle                                      | Roxheim, Bobenheimer Straße, Ecke Kapellenweg Lage   | 1853                               | Kapelle, Satteldachbau, bezeichnet 1853; Kreuzigungsgruppe, Stuck, 1866 | BW                             |
| Evangelische Kirche Roxheim                  | Roxheim, Bobenheimer Straße 19 Lage                  | 1896/97                            | Sandsteinquaderbauten, 1896/97, Architekt Franz Schöberl, Speyer; neugotischer Saalbau, Glockenturm; Glasfenster 1898, Firma A. Koob, München; zugehörig das rückwärtig angebaute Pfarrhaus | BW                             |
| Kriegerdenkmal                               | Roxheim, Friedrich-Ebert-Straße, bei Nr. 1 Lage      | 1937                               | Kriegerdenkmal 1914/18, schreitende Soldaten, 1937, Bildhauer Theobald Hauck, Maxdorf | BW                             |
| Friedhofskreuz, Kriegerdenkmal und Grabmäler | Roxheim, Mittelstraße, auf dem Friedhof Lage         | ab 1855                            | Friedhof 1825 angelegt, 1847, 1899, 1925 und 1946 erweitert; Friedhofsmauer teilweise erhalten; - Friedhofskreuz, Gussstein, 1913; - Kriegerdenkmal 1866 und 1870/71, Sandstein, 1880 von E. Glückstein, Frankenthal; - Grabmäler: Familie Frentzel-Lipps, Granit, 1920er Jahre; G. Kleinmann († 1903), Granitstele mit Bronzerelief, von H. Stockmann, Köln; Familie Schwemler-Nagel, Granit, spätes 19. Jahrhundert, von Aloys Boller, Worms; A. Bauer († 1855), Sandstein; E. Traser († 1879), späthistoristisch, von C. Boller, Worms | BW                             |
| Katholischer Pfarrhof                        | Roxheim, Rheinstraße 13 Lage                         | 18. Jahrhundert                    | Katholischer Pfarrhof, Scheune mit Walmdach, 18. Jahrhundert | BW                             |
| Katholische Pfarrkirche St. Maria Magdalena  | Roxheim, Rheinstraße 25 Lage                         | 1833/34                            | klassizistischer Saalbau, 1833/34, Architekt Johann Bernhard Spatz, Speyer, Westturm (Helm 1891); Querhaus und Apsis, Umbau des Langhauses, 1953/54, Architekt Albert Boßlet, Würzburg; östlich am Außenbau Figuren einer Kreuzigungsgruppe, 1738 | weitere Bilder Fotos hochladen |
| Schulhaus                                    | Roxheim, Rheinstraße 32 Lage                         | 1889                               | historisierender sandsteingegliederter Putzbau mit Walmdächern, 1889, Architekt Albert Friedrich Speer, Mannheim | BW                             |
| Wohnhaus                                     | Roxheim, südöstlich des Ortes (Scharrau) Lage        | nach 1870                          | Gutsbesitzerhaus des Hofguts Scharrau; zweieinhalbgeschossiger neuklassizistischer Walmdachbau, nach 1870 (Keller wohl barock, Erdgeschoss aus der ersten Hälfte des 19. Jahrhunderts) | BW                             |

## Ehemalige Kulturdenkmäler
| Bezeichnung | Lage                              | Baujahr                 | Beschreibung | Bild |
| ----------- | --------------------------------- | ----------------------- | --- | ---- |
| Hofanlage   | Roxheim, Raiffeisenstraße 17 Lage | 18. und 19. Jahrhundert | Dreiseithof, 18. und 19. Jahrhundert; barockes Wohnhaus: eineinhalbgeschossiger verputzter Lehmziegelbau; Lehmziegelscheune mit Fachwerkgiebeln, 18. Jahrhundert; Pferdestall, kreuzbandrippengewölbt, wohl erste Hälfte des 19. Jahrhunderts; kleines Nebengebäude; überdachte Torfahrt, zweite Hälfte des 19. Jahrhunderts; aus Denkmalliste gelöscht | BW   |